# Microtabanus pygmaeus
Microtabanus pygmaeus är en tvåvingeart som först beskrevs av Samuel Wendell Williston  1887.  Microtabanus pygmaeus ingår i släktet Microtabanus och familjen bromsar. Inga underarter finns listade i Catalogue of Life.